# Vilhelm Melbye

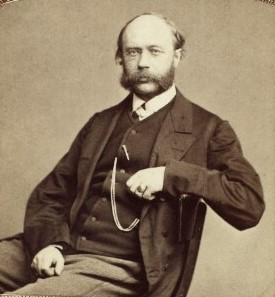
Vilhelm Melbye (um 1870)

Vilhelm Melbye (geboren 14. Mai 1824 in Helsingør; gestorben 6. Oktober 1882 in Roskilde) war ein dänischer Maler.

## Leben
Knud Frederik Vilhelm Hannibal Melbye war ein Bruder von Anton Melbye (1818–1875) und Fritz Melbye (1826–1869), die ebenfalls Maler wurden. Melbye erhielt seine malerische Ausbildung von 1844 bis 1847 an der Königlich Dänischen Kunstakademie, bei Carl Dahl und bei seinem Bruder Anton. Er stellte 1847 in Schloss Charlottenborg das Bild Lootsenboot bei unruhigem Wetter aus. Im Jahr 1847 reiste er nach Island. 1848 bis 1849 lebte er in Düsseldorf, um die Düsseldorfer Malerschule zu studieren. 1849 hielt er sich in Paris auf, wo er auch im Atelier von Théodore Gudin arbeitete. Zwischen 1851 und 1866 lebte er vornehmlich in London. Er reiste nach Portugal, Spanien und Marokko. Zurück in Kopenhagen heiratete er die Pianistin Nanny Matthison-Hansen (1830–1915), Tochter des Organisten Hans Matthison-Hansen. Ab 1871 lehrte er an der Kopenhagener Akademie und wurde 1880 dort zum Professor ernannt. Er wurde auf dem Assistenzfriedhof beerdigt.

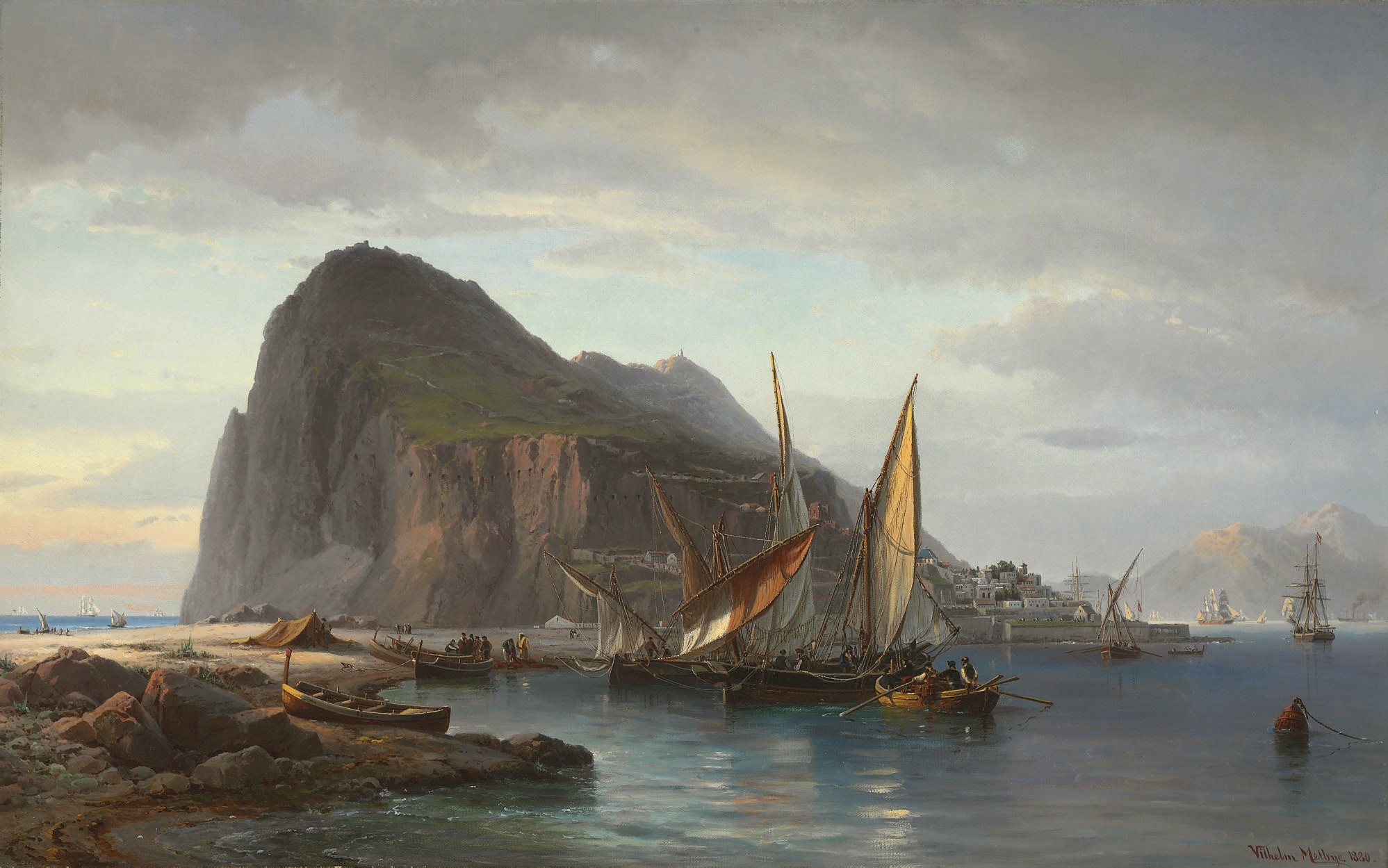
Gibraltar (1880)
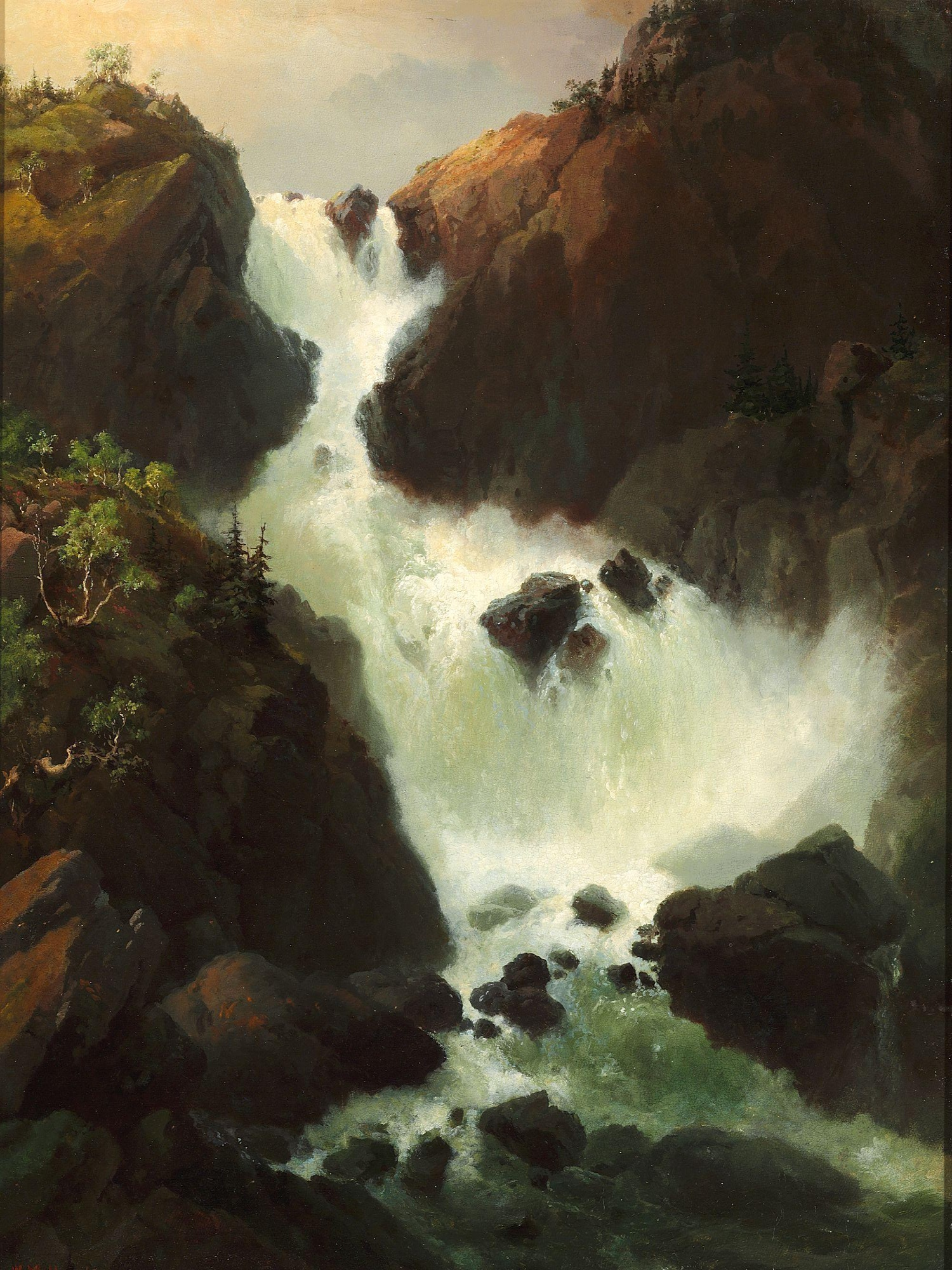
Wasserfall in Hardanger (1863)
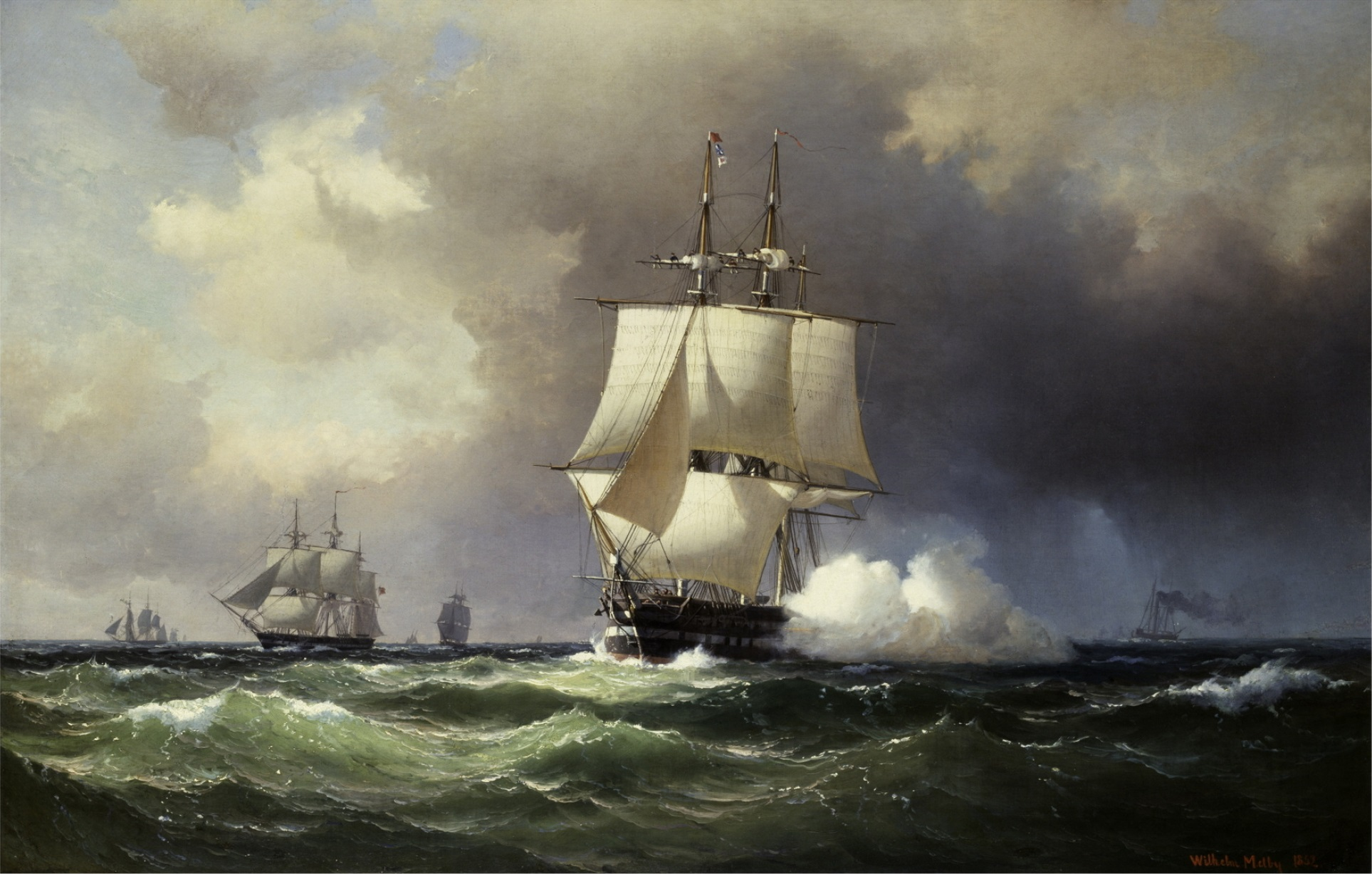
Rahsegler auf hoher See (1852)